# 도약

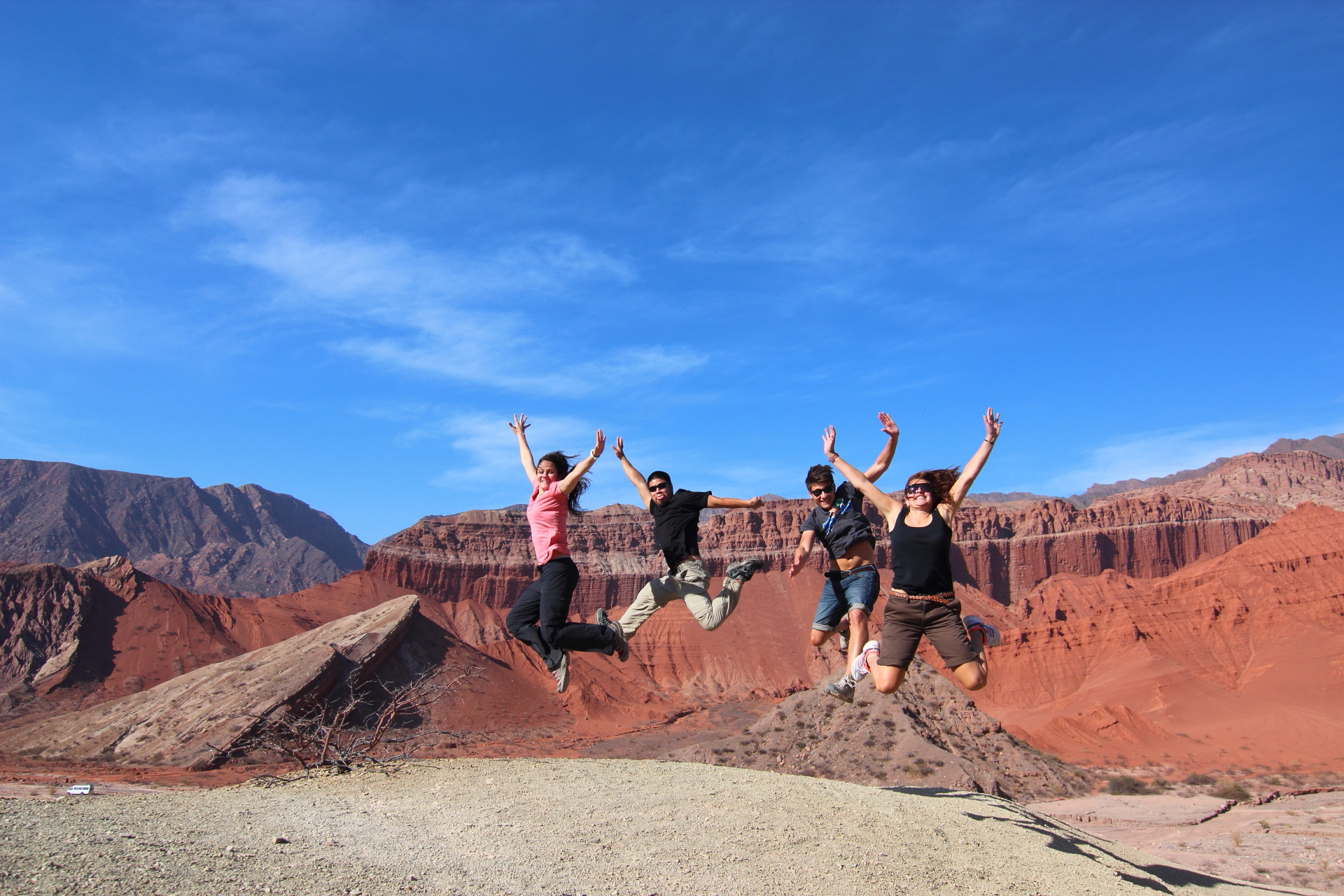
도약

도약(跳躍), 또는 점프(영어: jump)는 생물이나 살아있지 않은 기계 체계가 탄도 곡선을 따라 공기를 통해 스스로 추진하는 운동을 가리킨다. 일시적으로 온몸이 공중에 뜨는지의 여부와 관련하여 도약은 달리기, 질주 등과는 구별한다.
캥거루와 같은 일부 짐승들은 도약을 하여 몸을 움직이는 반면, 개구리 따위의 동물들은 포식자로부터 빠져나올 때에만 도약한다. 도약은 멀리뛰기, 높이뛰기, 장애물경주와 같은 스포츠 활동에도 주요한 기능을 한다.

## 분류
도약의 분류 방법은 발의 움직임과 관련이 있다. 이 분류 체계에서는 다섯 가지의 기본 도약 형태로 구별한다:
- 두 발로 도약한 뒤 두 발로 착지
- 한 발로 도약한 뒤 같은 발로 착지
- 한 발로 도약한 뒤 다른 쪽 발로 착지
- 한 발로 도약한 뒤 두 발로 착지
- 두 발로 도약한 뒤 한 발로 착지

## 참조
1. ↑  Study Guide for Elementary Labanotation by Peggy Hackney, Sarah Manno (Editor), Muriel Topaz (Editor)